# Ravenswaaij
Ravenswaaij est un village appartenant à la commune néerlandaise de Buren. Le 1er janvier 2006, le village comptait environ 400 habitants.